# Route nationale 437
Pour les articles homonymes, voir Route 437.
La route nationale française 437 ou RN 437 était une route nationale française qui avant 1973 reliait Belfort à Saint-Claude. Elle desservait ainsi toute la Franche-Comté de l'Est du nord au sud, traversant le Haut-Doubs et le Haut-Jura.
À la suite de la réforme de 1972, la RN 437 a été déclassée en RD 437, sauf entre Sévenans et Audincourt. Ce dernier tronçon a été déclassé en 2006, également sous la numérotation RD 437. La RD 437 reste aujourd'hui un axe de communication important, notamment entre les régions montagneuses du Haut-Doubs et du Haut-Jura.

## Tracé

### Sévenans à Audincourt (route nationale jusqu'en 2006)
- Sévenans (km 0)
- Châtenois-les-Forges (km 4)
- Nommay (km 6)
- Sochaux (km 9)
- Audincourt (km 13)

### Audincourt à Saint Claude (route nationale jusqu'en 1973)

#### D'Audincourt à Maîche
- Valentigney (km 15)
- Mandeure (km 20)
- Mathay où la RN438 la rejoignait. (km 23)
- Bourguignon (km 26)
- Pont-de-Roide-Vermondans (km 30)
- Saint-Hippolyte (km 41)
- Maîche (km 53)

#### De Maîche à Pontarlier
- Frambouhans (km 58)
- Les Fontenelles (km 61)
- Le Russey (km 66)
- La Chenalotte (km 73)
- Noël-Cerneux (km 75)
- Les Fins (km 77)
- Morteau (km 82)
- Remonot commune de Les Combes (km 88)
- Montbenoît (dans la République du Saugeais) (km 99)
- Pontarlier (km 113)

#### De Pontarlier à Saint-Laurent-en-Grandvaux
La route fait tronc commun avec la RN57 sur un tronçon du tracé de l'ancienne RN67 pour traverser Pontarlier jusqu'à La Cluse-et-Mijoux.
- Oye-et-Pallet (km 120)
- Montperreux (km 124)
- Malbuisson (km 129)
- Labergement-Sainte-Marie (km 132)
- Brey-et-Maison-du-Bois (km 136)
- Gellin (km 138)
- Mouthe (km 142)
- Chaux-Neuve (km 148)
- Châtelblanc (km 150)
- Foncine-le-Haut (km 154)
- Foncine-le-Bas (km 159)
- Lac-des-Rouges-Truites (km 164)
- Saint-Laurent-en-Grandvaux (anciennement St Laurent du Jura) (km 169)

#### De Saint-Laurent-en-Grandvaux à Saint-Claude
La route fait tronc commun avec la RN 5 pour traverser St Laurent.
- Grande-Rivière (km 175)
- Château-des-Prés (km 181)
- Villard-sur-Bienne (km 187)
- La Rixouse (km 187)
- Valfin-lès-Saint-Claude (km 193)
- Saint-Claude (km 198)